# Cecilia Metela la Mayor
Cecilia Metela la Mayor (en latín, Caecilia Metella) fue una dama romana del siglo II a. C.
Fue la hija mayor de Quinto Cecilio Metelo Macedónico y esposa de Cayo Servilio Vatia, pretor en el año 114 a. C., con quien tuvo a Publio Servilio Vatia Isáurico.